# Murau
Murau é uma cidade da Áustria, situada no distrito de Murau, no estado da Estíria. Tem 76,63 km² de área e sua população em 2020 foi estimada em 3.449 habitantes.